# Укра (футболіст)
Андре Філіпе Альвеш Монтейру (порт. André Filipe Alves Monteiro, нар. 16 березня 1988, Віла-Нова-ді-Фамалікан) — португальський футболіст, нападник клубу «Ріу-Аве» та національної збірної Португалії. Відоміший за прізвиськом Укра (порт. Ukra, скорочення від Ucraniano, тобто Українець), отриманим через нетиповий для португальців світлий колір волосся.
Виступав, зокрема, за клуби «Порту» та «Брага».
Переможець Ліги Європи.

## Клубна кар'єра
Народився 16 березня 1988 року в місті Віла-Нова-ді-Фамалікан. Вихованець юнацьких команд футбольних клубів «Порту» та «Падроенсе»
У дорослому футболі перший професійний контракт уклав із «Порту», проте відразу ж був відправлений в оренду до клубу «Варзім», дебютував 2007 року на професійному рівні, у якій провів один сезон та взяв участь у 21 матчі чемпіонату.
Протягом 2008—2010 років був у оренді в клубі «Ольяненсе».
У 2010 році повернувся до «Порту». Відіграв за клуб з Порту наступний сезон своєї ігрової кар'єри. У складі команди став переможцем Ліги Європи сезону 2010—2011 років.
2011 року уклав контракт з клубом «Брага», у складі якого провів наступний рік своєї кар'єри гравця.
До складу клубу «Ріу-Аве» приєднався 2012 року, спочатку на правах оренди. а з 2013 року уклав повноцінний контракт. Усього відіграв за клуб з Віла-ду-Конді 110 матчів у національному чемпіонаті.
У 2016 році Укра став гравцем саудівського клубу «Аль-Фатех», у якому виступав протягом року, зігравши 19 матчів у чемпіонаті країни. На початку 2018 року він став гравцем болгарського клубу ЦСКА з Софії, проте зіграв у цій команді лише 1 матч, і повернувся на батьківщину, де став гравцем клубу «Санта-Клара». У 2021 році Укра знову став гравцем клубу «Ріу-Аве».

## Виступи за збірні
У складі юнацької збірної Португалії різних вікових груп взяв участь у 23 іграх на юнацькому рівні, відзначившись 3 забитими голами.
Протягом 2008—2010 років залучався до складу молодіжної збірної Португалії. На молодіжному рівні зіграв у 18 офіційних матчах, забив 3 голи.
31 березня 2015 року Укра дебютував у складі національної збірної, вийшовши на заміну на початку другого тайму товариської зустрічі зі збірною Кабо-Верде, який відбувся в Ешторілі.

## Титули і досягнення
- Володар Суперкубка Португалії (1):

«Порту»: 2010